# Ingemar Erlandsson
Ingemar Erlandsson (Östra Göinge, 1957. november 16. – 2022. augusztus 9.) svéd válogatott labdarúgó.

## Pályafutása

### Klubcsapatban
1976 és 1987 között a Malmö csapatában játszott, melynek tagjaként két bajnoki címet (1977, 1986) és pályára lépett a Nottingham Forest elleni 1979-es BEK-döntőben is.

### A válogatottban
1978–1985 között 69 alkalommal szerepelt a svéd válogatottban és 2 gólt szerzett. Részt vett az 1978-as világbajnokságon.

## Sikerei, díjai
Malmö FF
- Svéd bajnok (2): 1977, 1986
- Svéd kupa (4): 1978, 1980, 1984, 1986
- Bajnokcsapatok Európa-kupája (BEK)
  - döntős: 1978–79
- Interkontinentális kupa
  - döntős: 1979